# Mallorca Championships 2023
Mallorca Championships 2023 là một giải quần vợt nam thi đấu trên mặt sân cỏ ngoài trời. Đây là lần thứ 3 giải Mallorca Championships được tổ chức, và là một phần của ATP Tour 250 trong ATP Tour 2023. Giải đấu diễn ra tại Santa Ponsa Tennis Academy ở Santa Ponsa, Tây Ban Nha, từ ngày 25 tháng 6 đến ngày 1 tháng 7 năm 2023.

## Nội dung đơn

### Hạt giống
| Quốc gia | Tay vợt                     | Xếp hạng1 | Hạt giống |
| -------- | --------------------------- | --------- | --------- |
| GRE      | Stefanos Tsitsipas          | 5         | 1         |
| ESP      | Alejandro Davidovich Fokina | 33        | 2         |
| USA      | Ben Shelton                 | 35        | 3         |
| FRA      | Adrian Mannarino            | 46        | 4         |
| KAZ      | Alexander Bublik            | 48        | 5         |
| FRA      | Richard Gasquet             | 49        | 6         |
| ESP      | Bernabé Zapata Miralles     | 50        | 7         |
| ESP      | Roberto Carballés Baena     | 52        | 8         |

- 1 Bảng xếp hạng vào ngày 19 tháng 6 năm 2023.

### Vận động viên khác
Đặc cách:
- Richard Gasquet
- Feliciano López[4]
- Stefanos Tsitsipas

Bảo toàn thứ hạng:
- Guido Pella

Vượt qua vòng loại:
- Lloyd Harris
- Roman Safiullin
- Abdullah Shelbayh
- Li Tu

Thua cuộc may mắn:
- Pavel Kotov
- Alex Michelsen
- Arthur Rinderknech

### Rút lui
- Alexander Bublik → thay thế bởi  Arthur Rinderknech
- Laslo Djere → thay thế bởi  Marcos Giron
- Tallon Griekspoor → thay thế bởi  Christopher O'Connell
- Ugo Humbert → thay thế bởi  Alex Michelsen
- Aslan Karatsev → thay thế bởi  Christopher Eubanks
- Nick Kyrgios → thay thế bởi  Pavel Kotov

## Nội dung đôi

### Hạt giống
| Quốc gia | Tay vợt           | Quốc gia | Tay vợt                | Xếp hạng1 | Hạt giống |
| -------- | ----------------- | -------- | ---------------------- | --------- | --------- |
| MEX      | Santiago González | FRA      | Édouard Roger-Vasselin | 23        | 1         |
| BEL      | Sander Gillé      | BEL      | Joran Vliegen          | 47        | 2         |
| ARG      | Máximo González   | ARG      | Andrés Molteni         | 53        | 3         |
| ESP      | Marcel Granollers | ARG      | Horacio Zeballos       | 55        | 4         |

- 1 Bảng xếp hạng vào ngày 19 tháng 6 năm 2023.

### Vận động viên khác
Đặc cách:
- Feliciano López /  Stefanos Tsitsipas
- Bart Stevens /  Petros Tsitsipas

### Rút lui
- Kevin Krawietz /  Tim Pütz → thay thế bởi  Yuki Bhambri /  Lloyd Harris
- Jason Kubler /  Max Purcell → thay thế bởi  Jason Kubler /  Luke Saville
- Fabrice Martin /  Andreas Mies → thay thế bởi  Marcelo Demoliner /  Fabrice Martin

## Nhà vô địch

### Đơn
- Christopher Eubanks đánh bại  Adrian Mannarino, 6–1, 6–4

### Đôi
- Yuki Bhambri /  Lloyd Harris đánh bại  Robin Haase /  Philipp Oswald, 6–3, 6–4